# Arturo Fernández (labdarúgó)
Arturo Fernández (San Vicente de Cañete, 1910. február 3. – Lima, 1999. november 27.) perui válogatott labdarúgó.
A perui válogatott tagjaként részt vett az 1930-as világbajnokságon.